# Psophodes nigrogularis
Il garrulo olivaceo occidentale o uccello frustino occidentale (Psophodes nigrogularis Gould, 1844) è un uccello passeriforme della famiglia degli Psophodidae.

## Etimologia
Il nome scientifico della specie, nigrogularis, significa "dalla gola nera" in latino ed è un riferimento alla livrea di questi uccelli.

## Descrizione

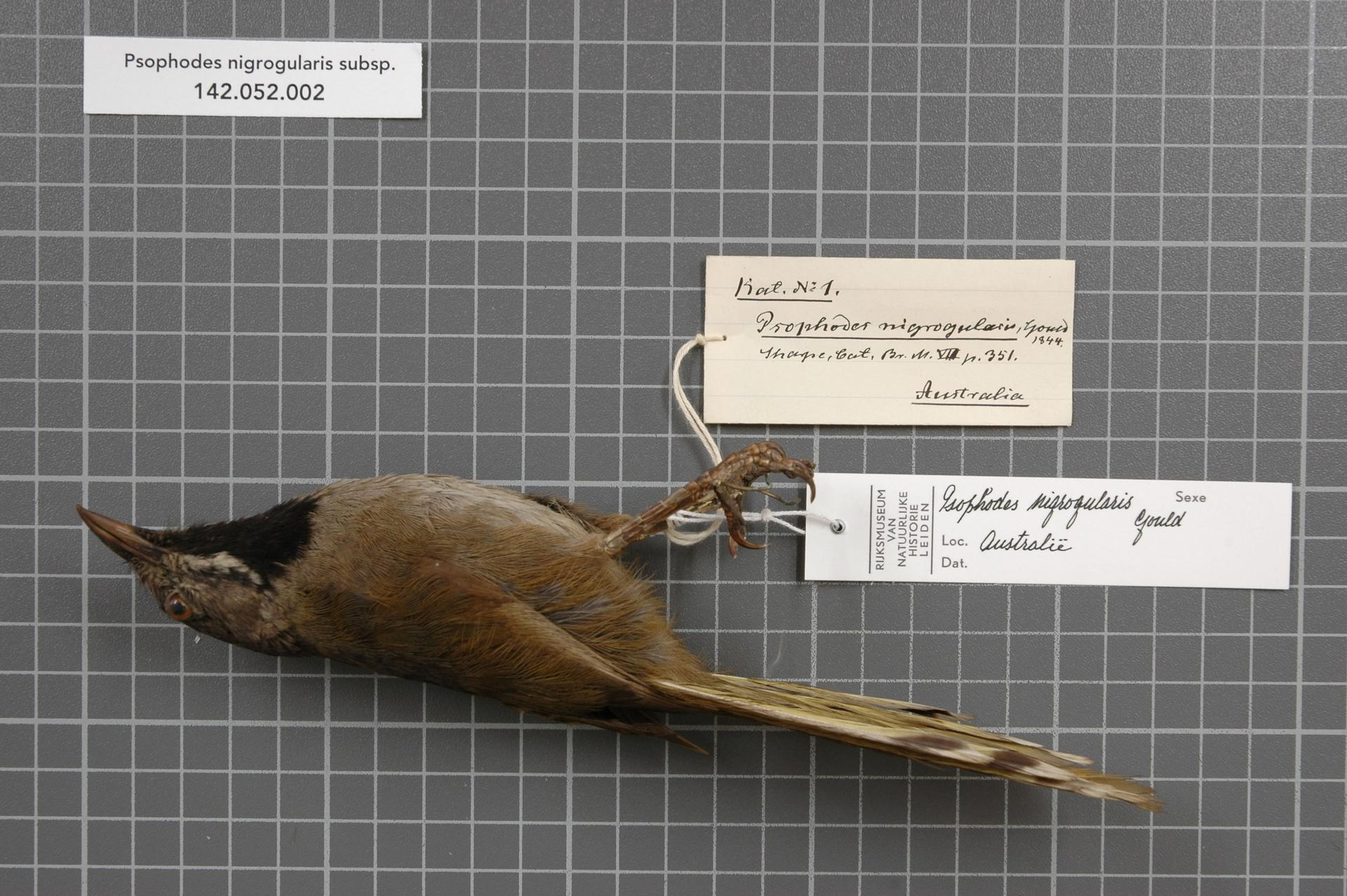
Esemplare impagliato.

### Dimensioni
Misura 19-25,5 cm di lunghezza, per 45 g di peso.

### Aspetto
Si tratta di uccelli simili a storni, dall'aspetto robusto, muniti di testa allungata con una corta cresta di piume erettili sulla fronte, becco sottile e conico, piuttosto lungo, ali arrotondate, zampe forti e allungate e coda lunga e dalla punta cuneiforme.
Il piumaggio è dominato dalle tonalità del bruno: la testa è di colore grigio-brunastro, il dorso e le ali sono di color bruno-olivastro, i fianchi sono di color nocciola, petto e ventre sono di colore grigio con sfumature cannella, con la parte centrale del ventre che è di colore bianco. La gola è nera, con tornata ai lati da un mustacchio bianco: la coda, così come le remiganti, è di colore bruno scuro, con la superficie inferiore delle penne che è bianco-sabbia con due strisce trasversali nerastre.
Il becco e le zampe sono di colore caramello-nerastro, mentre gli occhi sono di colore bruno scuro.

## Biologia
Si tratta di uccelli diurni, che vivono perlopiù da soli o in coppie, muovendosi per la maggior parte del tempo al suolo, dove cercano il cibo fra i detriti e i sassi, mentre (pur essendo in grado di volare) raramente questi uccelli salgono più in alto dei rami dei cespugli.
Il richiamo è molto caratteristico, e si compone di due-tre note veloci ripetute, una alta emessa dopo una breve pausa ed una più bassa subito dopo: esso può essere udito fino a 800 m di distanza e spesso viene "duettato" dalle coppie (col maschio che dà inizio al richiamo) ed in ventriloquio. 

### Alimentazione
Si tratta di uccelli insettivori, che si nutrono perlopiù di insetti, ragni ed altri invertebrati (ad esempio lumache) reperiti al suolo: più raramente, essi mangiano anche semi e granaglie o bacche e frutta.

### Riproduzione
La stagione riproduttiva va da luglio a ottobre: si tratta di uccelli monogami, con la femmina che si occupa della costruzione del nido (una coppa di rametti foderata di fibre vegetali più morbide, posizionata fra i rami di un cespuglio a 1–2 m dl suolo) e della cova delle 2-3 uova azzurrine con pezzature bruno-nerastre (che dura circa venti giorni). Il maschio collabora con la femmina nell'allevamento della prole, assumendo un ruolo sempre più preponderante nelle cure parentali man mano che i pulli crescono.

## Distribuzione e habitat
Il garrulo olivaceo occidentale è endemico dell'Australia, della quale popola in maniera discontinua alcune località della costa meridionale del sud-est e del sud-ovest.
L'habitat di questi uccelli è rapprestato dalle aree secche a copertura erbosa e cespugliosa.

## Tassonomia
Se ne riconoscono quattro sottospecie:
- Psophodes nigrogularis nigrogularis Gould, 1844 - la sottospecie nominale, attualmente circoscritta all'area di Albany;
- Psophodes nigrogularis leucogaster Howe & Ross, 1933 - diffusa nella penisola di Yorke e nella penisola di Eyre;
- Psophodes nigrogularis oberon Schodde & Mason, 1991 - attualmente limitata all'area del parco nazionale del fiume Fitzgerald;
- Psophodes nigrogularis lashmari Schodde & Mason, 1991 - endemica dell'isola dei Canguri;

Aulcuni autori riconoscerebbero anche una sottospecie pondalowiensis, rappresentata dalle popolazioni di P. n. leucogaster della penisola di Yorke.

Le sottospecie leucogaster, oberon e lashmari presentano differenze consistenti in termini ecologici dalla nominale, dalla quale si sono evolute in parapatria: sebbene alcuni autori ritengano che ciò basti a riconoscerle come specie a sé stante (col nome di Psophodes leucogaster), mancano dati a livello genetico, ed anche le differenze morfologiche e a livello di vocalizzazioni fa le varie sottospecie sono tutto sommato modeste.